# Fuchū, Hiroshima
Fuchū  (japanska: 府中市 ?, Fuchū-shi) är en stad i Hiroshima prefektur i Japan. Staden fick stadsrättigheter 1954.